# 1969

## Події
- 2 березня — Розпочався збройний конфлікт між СРСР і Китаєм на острові Даманський.
- 29 жовтня — Перша — ще не зовсім вдала — спроба дистанційного з'єднання комп'ютерів у мережу в рамках проєкту ARPANET. О 22:30 мережею Arpanet студент Чарлі Клайном відправив перше повідомлення — з Університету Каліфорнії в Лос-Анджелесі в Дослідницький інститут Стенфорду.
- 20 липня — екіпаж «Аполлона-11» здійснив перший в історії людства посадку на Місяць[1].
- 21 липня — Ніл Армстронг уперше вийшов на поверхню Місяця[2].

## Народились
див. також Категорія:Народились 1969
- 1 січня — Верн Троєр, американський актор.
- 2 січня — Тарлінгтон Крісті, американська супермодель.
- 3 січня — Міхаель Шумахер, німецький автогонщик «Формула-1».
- 16 січня — Пер Інгве Олін, вокаліст норвезької блек-метал-групи Mayhem.
- 18 січня — Джессі Л. Мартін, американський актор.
- 24 січня — Дідюля Валерій, білоруський гітарист та композитор.
- 1 лютого — Габріель Батістута, аргентинський футболіст.
- 5 лютого — Майкл Шин, британський актор родом з Уельсу.
- 8 лютого 
  - Сергій Сивохо, український гравець КВК, телеведучий, продюсер, шоумен.
  - Роман Сущенко, український журналіст, кореспондент національного державного агентства Укрінформ, політв'язень.
- 11 лютого — Дженіфер Аністон, американська акторка.
- 28 лютого — Роберт Леонард, американський актор.
- 3 березня — Шеннон Лето, ударник гурту «30 seconds to Mars».
- 18 березня — Василь Михайлович Іванчук, український гросмейстер.
- 6 квітня — Пол Радд, американський актор, сценарист та продюсер.
- 27 квітня — Стас Михайлов, російський композитор та співак.
- 7 травня — Трейсі Лордз, американська акторка.
- 10 травня — Денніс Бергкамп, голландський футболіст.
- 12 травня — Кім Філдз, акторка.
- 31 травня — Джефф Оджерс, канадський хокеїст.
- 11 червня — Сергій Юран, футболіст.
- 14 червня — Штефі Граф, німецька тенісистка.
- 15 червня — О'ши Джексон, реп-співак.
- 26 червня — Колін Грінвуд, бас-гітарист англійського гурту «Radiohead».
- 7 липня — Джо Сакік, канадський хокеїст.
- 8 липня — Едуард «Редт» Старков, поет, рок-музикант, засновник гурту Химера.
- 15 липня — Олівер Кан, німецький футболіст.
- 23 липня — Дмитро Христич, український хокеїст.
- 24 липня — Дженніфер Лопез, американська акторка та співачка.
- 28 липня — Юлія Меньшова, телепродюсер, телеведуча.
- 2 серпня — Фернанду Коуту, португальський футболіст.
- 12 серпня — Таніта Тікарам, англійська співачка.
- 18 серпня — Крістіан Слейтер, американський кіноактор.
- 19 серпня — Метью Перрі, американський актор.
- 26 серпня — Адріан Янг, рок-музикант, ударник гурту «No Doubt».
- 5 вересня — Леонардо, бразильський футболіст.
- 19 вересня — Канді Дулфер, голландська співачка і саксофоністка.
- 19 вересня — Костянтин Цзю, російський боксер.
- 25 вересня — Кетрін Зета-Джонс, британська акторка.
- 29 вересня — Еріка Еленьяк, американська модель, акторка.
- 29 вересня — Істер Олександр Семенович, вчитель-методист з математики, автор підручників і навчально-методичної літератури по шкільній математиці.
- 11 жовтня — Джоан К'юсак, американська акторка.
- 10 листопада — Фаустіно Аспрілья, колумбійський футболіст.
- 11 грудня — Вішванатан Ананд, індійський гросмейстер.
- 28 грудня — Лінус Торвальдс, батько операційної системи «Linux».

## Померли
Див. також Категорія:Померли 1969
- 19 січня — Капустянський Микола Олександрович, військовий та політичний діяч (*1879).
- 28 березня — Дуайт Девід Ейзенхауер, 34-й президент США, генерал армії США.
- 10 жовтня — Власовський Іван Федорович, церковний та громадський діяч, член Товариства імені Петра Могили в Луцьку, член комісії з перекладу богослужбових книг, учасник українізації православного церковного життя на Волині 1920—1930-х

## Нобелівська премія
- з фізики: Маррі Гелл-Манн — «За відкриття, пов'язані із класифікацією елементарних частинок та їхніх взаємодій»
- з хімії: Дерек Гаролд Річард Бартон та Одд Гассель — «За внесок у розвиток конформаційної концепції і її застосування в хімії»
- з медицини та фізіології: Макс Дельбрюк, Алфред Герші та Сальвадор Лурія — «За відкриття, що стосуються механізму реплікації і генетичної структури вірусів»
- з економіки: Рагнар Фріш та Ян Тінберген — «За створення і застосування динамічних моделей для аналізу економічних процесів»
- з літератури: Семюел Бекет
- премія миру: Міжнародна організація праці — «За діяльність із створення „інфраструктура миру“ і зміцненню братства між народами»

## Виноски
1. ↑  БСЭ 3-е изд. т. 1 — С. 126.
2. ↑  БСЭ 3-е изд. т. 15 — С. 62.